# الشرقي (عمران)
الشرقي هي إحدى قرى الجمهورية اليمنية. وهي تتبع جغرافيًا لمحافظة عمران. وإداريًا لمديرية ظليمة حبور. يبلغ تعداد سكانها 2258 نسمة حسب الإحصاء الذي جرى عام 2004.